# TV+
TV+ est une émission de télévision française sur l'actualité des médias diffusée du 7 septembre 1996 au 24 juin 2000.
Présentée par Marc-Olivier Fogiel, elle était diffusée chaque samedi à 19 h en clair sur Canal+.
Il s'agit de la 2e émission de Canal+ consacrée à l'actualité des médias après Télés Dimanche.